# Saint-Germain-sur-Avre
Saint-Germain-sur-Avre är en kommun i departementet Eure i regionen Normandie i norra Frankrike. Kommunen ligger i kantonen Nonancourt som tillhör arrondissementet Évreux. År 2022 hade Saint-Germain-sur-Avre 1 188 invånare.

## Befolkningsutveckling
Antalet invånare i kommunen Saint-Germain-sur-Avre
Referens:INSEE